# Doubrovka (oblast de Léningrad)
Dubrovka (russe : Дубро́вка) est une Commune urbaine du raïon de Vsevolojsk de l'oblast de Léningrad, en Russie.

## Géographie
Dubrovka est située sur la rive droite du fleuve Neva, à 25 kilomètres à l'est de  Saint-Pétersbourg.

## Population
Recensements (*) ou estimations de la population
| 1959* | 1970* | 1979* | 1989* |
| ----- | ----- | ----- | ----- |
| 5 796 | 6 505 | 6 198 | 6 093 |

| 2002* | 2010* | 2013  | 2017  |
| ----- | ----- | ----- | ----- |
| 5 432 | 6 693 | 7 001 | 7 031 |

| 2021  | - | - | - |
| ----- | - | - | - |
| 7 469 | - | - | - |